# Grundsel
Grundsel, eller Övre Grundsel, by i Älvsbyns kommun i Norrbotten nära lappmarksgränsen. Byn ligger utefter militärvägen och riksväg 94.